# Етър (музей)
Вижте пояснителната страница за други значения на Етър.
Регионален етнографски музей на открито „Етър“ е музей на открито, разположен в кв. Етъра в Габрово.
Представлява възстановка на българския бит, култура и занаятчийство. Той е първият по рода си музей в България. Открит е на 7 септември 1964 г. Музеят е разположен на 8 км южно от основната част на Габрово.
В РЕМО „Етър“ се намира единствената в България сбирка на народна техника на вода. Тя съдържа 10 експоната и е една от богатите и добре организирани технически сбирки сред европейските музеи на открито. Това е причината, водното колело да се превърне в една от емблемите на музей „Етър“. Най-важната особеност на сбирката е, че всички обекти са в действие, така както в миналото. Занаятчийска чаршия представя 16 образци на балканската архитектура, разкриващи самобитния талант на възрожденските строители.
Част е от Стоте национални туристически обекта.

## История на музея
Изграждането му започва през 1963 г. под ръководството и по проект на Лазар Донков. Първоначално е реставрирана съществуващата воденица, а по-късно са изградени и другите обекти. Изграждането на музея се осъществява чрез три основни метода: реставрация на обекти, заварени на терена; пренасяне на оригинални съоръжения и пресъздаване на сгради по предварително направени заснемания. Официално е открит на 7 септември 1964 г. През 1967 г. е обявен за народен етнографски парк. През 1971 г. е обявен за паметник на културата.

## Галерия
- видео: Водни съоръжения в ЕМО „Етър“ – Габрово